# 일레인 미치너
일레인 서맨사 미치너(영어: Elaine Samantha Mitchener, MBE, 1970년 ~ )는 영국의 보컬리스트, 작곡가이자 예술가이다. 아방가르드 그룹 아파트먼트 하우스와 일렉트로어쿠스틱 음악 롤링 칼프의 멤버로 활동하고 있다. 2022년 음악에 대한 공헌을 인정 받아 대영 제국 훈장을 수훈했다.

## 경력
미치너는 런던의 트리니티 라반 음악 무용원에 다녔으며, 나중에 오페라 가수인 재클린 스트라우빙거브레마르의 멘토링을 받았다. 2017년 작품 《Sweet Tooth》는 블룸즈버리 세인트조지에서 초연되었다. 블루코츠 아츠 센터, 국제 노예 박물관 및 스튜어트 홀 재단의 의뢰를 받아 제작한 작품으로, 대영 제국의 노예 제도를 다루고 있으며, 설탕 산업에 초점을 맞추고 있다. 2021년에는 브리티시 아트 쇼에서 "18세기 자메이카 사탕수수 농장주가 소유한 2천 명의 아프리카 노예들의 점호"를 묘사하는 작품 《NAMES II》를 공연했다. 또한 2026년까지 위그모어 홀의 어소시에이트 아티스트로 활동한다.

## 디스코그래피
정규 음반
- 《Solo Throat》 (2024)

협업 음반
- 《UpRoot》 (알렉산더 호킨스 & 일레인 미치너 콰르텟, 2017)

라이브 음반
- 《Some Good News》 (하미드 드레이크, 일레인 미치너, 윌리엄 파커, 오피 로빈슨, 팻 토머스, 2021)